# (6594) Tasman
(6594) Tasman est un astéroïde de la ceinture principale.

## Description
(6594) Tasman est un astéroïde de la ceinture principale. Il fut découvert le 25 juin 1987 à l'observatoire Kleť par Antonín Mrkos. Il présente une orbite caractérisée par un demi-grand axe de 2,78 UA, une excentricité de 0,16 et une inclinaison de 8,8° par rapport à l'écliptique.

## Compléments